# Millebaach (Eischen)
Millebaach är ett vattendrag i Luxemburg. Det ligger i den västra delen av landet, 20 kilometer väster om huvudstaden Luxemburg.
Omgivningarna runt Millebaach är en mosaik av jordbruksmark och naturlig växtlighet. Runt Gaichelbach är det ganska tätbefolkat, med 214 invånare per kvadratkilometer.